# Utro (Kraj Krasnodarski)
Utro (ros. Утро) – osiedle w Rosji, w Kraju Krasnodarskim, w rejonie leningradzkim. W 2010 liczyło 172 mieszkańców.